# Луговая (Туринский муниципальный округ)
Луговая — деревня в Туринском городском округе Свердловской области России.

## Географическое положение
Деревня Луговая расположена к юго-востоку от города Туринска (расстояние по прямой — 8 километров, по автодороге — 9 километров), на правом берегу реки Туры.

## Население
| 2002 | 2010 | 2021 |
| ---- | ---- | ---- |
| 80   | ↘64  | ↘44  |